# Undying Lust for Cadaverous Molestation
Undying Lust for Cadaverous Molestation (eigene Abkürzung UxLxCxM) ist eine deutsche Goregrind-Band aus Hohenstadt (Ahorn).

## Geschichte
UxLxCxM wurde Ende 2007 von den Mitgliedern Seb, Toni und Chris gegründet. 2011 produzierten sie ihr erstes Demotape mit dem Titel Like a Fart in Your Face. 2012 folgte das erste Album UxLxCxM mit zwölf Liedern, welches in Eigenproduktion entstand. Im Jahr 2013 stieg Bassist Toni aus der Band aus und wurde durch Falk abgelöst, welcher 2017 wiederum durch Marc Horntasch ersetzt wurde.
Im Februar 2014 produzierten sie, gemeinsam mit der französischen Goregrind-Band Pulmonary Fibrosis, das Split-Album The Brothers of Gore, welches bei dem deutschen Plattenlabel Rotten Roll Rex erschien.
Nachdem Chris die Band verlassen hatte, spielt seit 2015 Daniel das Schlagzeug. 2017 erschien ihr zweites Soloalbum Glory Glory Holelujah!.
Gemeinsam mit den deutschen Grindcore-Bands Plasma, Gonorrhea Pussy und The Creatures from the Tomb erschien 2019 ein weiteres Split-Album mit dem Titel Fo(u)r the Gore and the Lustful Perversity.

## Stil
Hauptinhalt ihrer Lieder sind Sex und Fäkalien, welche humoristisch verarbeitet werden. Der Gesang besteht größtenteils aus tiefen Growls und Pig Squeals.
Besondere Bekanntheit erreichten sie innerhalb der Szene durch die große Schlange, welche Seb stets bei sich trägt.

## Diskografie

### Demotapes
- 2011: Like a Fart in Your Face

### Alben
- 2012: UxLxCxM
- 2017: Glory Glory Holelujah!

### Splitalben
- 2014: The Brothers of Gore mit Pulmonary Fibrosis
- 2019: Fo(u)r the Gore and the Lustful Perversity mit Plasma, Gonorrhea Pussy und The Creatures from the Tomb